# Bāmestān
Bāmestān (persiska: بامستان) är en ort i Iran.   Den ligger i provinsen Hormozgan, i den södra delen av landet, 1 000 km söder om huvudstaden Teheran. Bāmestān ligger 389 meter över havet och antalet invånare är 106.
Terrängen runt Bāmestān är varierad. Runt Bāmestān är det glesbefolkat, med 11 invånare per kvadratkilometer. Närmaste större samhälle är Berkeh Lārī, 4,4 km väster om Bāmestān. Trakten runt Bāmestān är ofruktbar med lite eller ingen växtlighet.